# Wilkołak: Apokalipsa
Wilkołak: Apokalipsa (ang. Werewolf: The Apocalypse) – gra fabularna stworzona w 1992 r. przez wydawnictwo White Wolf, której akcja toczy się w fikcyjnym Świecie Mroku. Gra została wydana w Polsce w 1997 r. przez Wydawnictwo Mag.
Gracze wcielają się w postaci Garou – wilkołaków walczących w obronie Ziemi (personifikowanej przez Gaję) przeciwko Żmijowi (wcieleniu zniszczenia, rozkładu i zepsucia) oraz duchowej jałowości nowoczesnego, zurbanizowanego świata.

## Garou
Garou według legendy zostali w zamierzchłych czasach stworzeni przez Gaję jako duchy wcielone w zmiennokształtne ciała. Mieli być odpowiedzią Natury na pojawienie się człowieka – utrzymywać równowagę zaburzaną przez rodzącą się cywilizację człowieka.
Garou posiadają pięć form cielesnych: Homid (ludzka), Glabro (potworny człowiek), Crinos (trzymetrowa hybryda człowieka i wilka), Hispo (olbrzymi wilk) oraz Lupus (wilk). Potrafią je zmieniać nie tylko przy pełni (jak w folklorze), ale w dowolnej chwili. Odstępstwem od tradycji ludowej jest też to, że Garou nie są bezmyślnymi, wściekłymi potworami mordującymi wszystko na swej drodze czy lunatykami, ale istotami społecznymi, z własną kulturą, tradycjami i rytuałami, które pilnują równowagi świata materialnego, jak i duchowego (Umbry).
Rolę wilkołaka w społeczeństwie Garou wstępnie określają 3 czynniki: rasa, patronat i plemię.

### Rasa
Wilkołakiem może zostać jedynie dziecko, którego jeden z rodziców jest wilkołakiem. Rasa, w rozumieniu wilkołaków, zależy od tego, kim był drugi rodzic. Wyróżnia się 3 rasy:
- Homid – dziecko człowieka i wilkołaka, obecnie najliczniejsza rasa, najbliższa ludziom i prawdopodobnie najłatwiejsza do odegrania przez gracza
- Metys – dziecko z zakazanego przez wilkołacze prawo związku dwóch garou, zwykle posiadające co najmniej jedną deformację, traktowana przez resztę społeczeństwa w podobny sposób jak bękart był kiedyś traktowany wśród ludzi (lub gorzej)
- Lupus – dziecko wilka i wilkołaka, obecnie jest ich coraz mniej z uwagi na coraz mniejszą liczbę wilków, uważane przez pozostałe rasy za dzikie i niezdolne do przystosowania, często nieufne wobec jakiejkolwiek technologii

### Patronat
Dodatkowo osobowość wilkołaka precyzuje patronat, czyli faza księżyca pod którą się urodził. Garou wierzą, iż urodzeni podczas danej fazy księżyca są przeznaczeni do pełnienia określonej funkcji w obrębie społeczeństwa i oczekują, że dany osobnik będzie tę funkcję spełniał. Mimo iż przeważnie patronat, a więc i przyszła funkcja, pokrywają się z osobistymi preferencjami i charakterem wilkołaka, niektórzy muszą walczyć z „etykietką” jaką jest dla nich patronat.
Wyróżnia się następujące patronaty:
- Ragabasz – Nów – Księżycowy Oszust
- Teurg – Sierp – Księżycowy Wróżbita
- Filodoks – Półksiężyc – Strażnik Ścieżek
- Galiard – Pełny Księżyc – Księżycowy Tancerz
- Ahroun – Pełnia – Księżycowy Wojownik

W obrębie każdego z patronatów istnieje pięć rang, z którymi w społeczeństwie Garou wiążą się zarówno przywileje i szacunek jak i obowiązki i oczekiwania. Potwierdzeniem przynależności do danego patronatu i wejściem do hierarchii społecznej jest rytuału przejścia, jednak aby stać się godnym przystąpienia do niego, Garou mówi zdobyć uznanie i szacunek wśród innych członków plemienia i Caernu, w którym żyje. Zanim tak się nie stanie, dany Garou nie jest uważany za członka społeczności a raczej za "szczenię".

### Plemię
(Społeczeństwo wilkołaków jest podobne do struktury społecznej Indian – każdy Garou od urodzenia należy do jednego z 13 plemion i jest członkiem szczepu na terytorium którego mieszka. Każdy szczep opiekuje się caernem – świętym miejscem wilkołaków i składa się z watah – grup kilku wilkołaków podróżujących, żyjących i walczących wspólnie.
Obecnie istnieje 13 plemion Garou, z których 12 tworzy wielkie przymierze zwane Narodem Garou:
- Czarne Furie – plemię wyłącznie kobiece, pochodzące z terenów Grecji, struktura ich plemienia przypomina starożytne plemię Amazonek
- Gnatożuje – postrzegani jako kundle śmietnikowe i żule, plemię to wierzy w przetrwanie za wszelką cenę
- Dzieci Gai – wielorasowe plemię piewców pokoju i zgody wśród Garou. Wielu z nich w swej ludzkiej formie przypomina hipisów. Preferują bezkrwawe metody rozwiązywania konfliktów i używają siły, jedynie w ostateczności.
- Fianna – plemię o rodowodzie celtyckim. Znani ze swej dumy, odwagi i wytwarzania mocnych trunków.
- Pomiot Fenrisa – nordyckie plemię nieustraszonych i bezkompromisowych wojowników – berserków
- Tubylcy Betonu – plemię obcujące z duchową stroną technologii, wierzą w adaptację i zwalczanie wroga jego bronią
- Czerwone Szpony – czystej krwi wilki, nienawidzą ludzi i cywilizacji
- Władcy Cienia – słowiańskie plemię dążące do dominacji nad populacją ludzi i Garou
- Milczący Wędrowcy – egipskie plemię podróżników i posłańców
- Srebrne Kły – arystokracja Garou pochodząca z rosyjskiej tajgi
- Uktena – indiańskie plemię władców duchów
- Wendigo – mordercze Garou z puszcz Kanady, podobnie jak Utkena posiadają indiańskie korzenie, poza Utkena inne wilkołaki prawie nie utrzymują z nimi kontaktów

- Patrzący w Gwiazdy – mistycy i filozofowie wśród Garou, o indyjskim rodowodzie. Nie należą już do Narodu Garou

Poza tym trzy plemiona uważa się za stracone: Bunyip (wymarłe wilki-torbacze z Australii), Kroatan z Ameryki Północnej (wymarli podczas wojen Indian z białymi kolonistami z Europy), oraz Białe Wyjce ze Szkocji. Białe Wyjce przeszły na stronę Żmija stając się Tancerzami Czarnej Spirali. Tancerze Czarnej Spirali w przeciwieństwie do innych Garou dopuszczają się kanibalizmu, jedząc mięso wilków i ludzi.

## Mity i legendy a gra
Wiele elementów gry Wilkołak: Apokalipsa zaczerpnięto z ludowych opowieści o wilkołakach, książek i filmów na ich temat. Część z nich jednak nie pokrywa się z tym, w co się popularnie wierzy. Już samo przedstawienie garou jako istot myślących zamiast krwiożerczych bestii kłóci się z wyobrażeniem prezentowanym w większości wcześniejszych źródeł. Ponadto, wilkołaki w grze nie zmieniają się w człowieka-wilka podczas pełni księżyca wbrew swojej woli, nie boją się wody święconej ani nie zarażają każdej ugryzionej osoby likantropią.
W grze zachowano natomiast, między innymi, zgubny wpływ srebra na wilkołaki.

## Inni zmiennokształtni
W grze poza wilkołakami występują również inne "gatunki" istot zmiennokształtnych. Większość z nich służy matce Gai, choć niektóre rasy sprzyjają Żmijowi. Wiele z gatunków jest skłóconych z wilkołakami, lub uważa, że nie zasługują one na pozycję dominujących obrońców przyrody (wilki utrzymują tę pozycję ponieważ są liczniejsi od innych ras zmiennokształtnych).
Pozostałe rasy zmiennokształtne to:
- Gurahl – niedźwiedziołaki. Najpotężniejsza rasa zmiennokształtnych pod kątem fizycznym. Garou w formie Crinos (mierzący średnio 3 metry), stając przed swoim niedźwiedzim odpowiednikiem sięga mu zaledwie do pasa. Są samotnikami. Dzielą się na cztery plemiona:
  - Leśni Wędrowcy – czarne niedźwiedzie z Północnej Ameryki, północno-wschodniego Pacyfiku, jak i wilgotnych lasów Meksyku i Ameryki Środkowej. Pośród nich najwięcej jest Indian.
  - Lodowi Tropiciele – to niedźwiedzie polarne. Zamieszkują tereny Północnej Ameryki, Kanady, wcielenia Inuickich plemion. Są to także mieszkańcy Syberii z ludu Jupików.
  - Górscy Strażnicy – górskie niedźwiedziołaki północno-zachodniej Ameryki.
  - Opiekunowie Rzek – brązowe niedźwiedzie zamieszkujące północną Amerykę, Europę i Rosję.
- Nuwisha – kojotołaki z ameryki północnej. Są najbliżej spokrewnieni z Garou. Są podobni na tyle, że często udaje im się wmówić wilkołakom, że sami są wilkołakiem, tyle, że... mniejszym. 100% ich populacji stanowią obłąkni i uzależnieni od seksu ekscentrycy. Nie posiadają honoru, zastępują go natomiast humorem. Posiadają tylko jeden patronat, Ragabasha. Nie potrafią wpadać w szał, ich widok po przemianie nie wzbudza również zbytniego strachu w ludziach (są bardziej śmieszni niż groźni), są natomiast odporni na szkodliwe działanie srebra. Pomimo swojego ekscentryzmu posiadają ogromną wiedzę i zdolności nadprzyrodzone, to oni nauczyli wilkołaki podróżować do świata duchów, są więc potężnym sprzymierzeńcem.
- Kitsune – lisołaki zamieszkujące Japonię. Parają się magią, trzymają na uboczu.
- Ratkin – szczurołaki otrzymały zadanie życia wśród ludzi niezauważonymi, kontrolowania ich poprzez rozsiewanie zaraz, które w paskudnych dziejach historii ponownie spychały największe ludzkie potęgi do postawy klęczków, żalu i refleksji nad sobą.

## Mockery Breeds
Sztuczne gatunki zmiennokształtnych stworzone w ramach projektu Lycaon przez korporację Pentex w celu stworzenia ras wiernych Żmijowi. Z założenia miały przyjmować wszystkie formy i Dary dostępne naturalnym Fera. Projekt jak dotąd nie przyniósł pełnego sukcesu, wszystkie rasy jako skażone złem Żmija są śmiertelnymi wrogami Fera.
- War Wolves – pierwszy rezultat badań, niezbyt inteligentne, odporne na działanie Delirium. Wykazują jednak tę samą podatność na srebro co Garou. Mogą przybierać formę Hispo lub Crinos.
- Anurana – żabołaki powstałe w celu patrolowania wód. Po wypuszczeniu na wolność uciekły i założyły wspólnoty wokół zanieczyszczonych zbiorników wodnych. Mogą przybierać formy Homid, Anuran (odpowiednik Glabro) i Dagon (odpowiednik Crinos). Projekt został uznany za nieudany i zaprzestano jego dalszego rozwoju
- Samsa – projekt wzorowany na Ananasi. Mogą przybierać formę Homid lub Ungeziefer (dwu i półmetrowy karaluch odporny na Delirium, mogący komunikować się z duchami i uczyć Darów od ducha totemu Tubylców betonu). Projekt uznany za nieudany, ostatni przedstawiciele są trzymani w laboratoriach Pentexu.
- Kerasi – pierwszy w udany sztuczny gatunek. Występują w dwu rasach Metys i Faru (odpowiednik Lupusa). Morze przybierać formę Bandia (odpowiednik Glabro), Kiforu (odpowiednik Crinos) lub Faru (odpowiednik Lupus). Są w stanie krzyżować się z nosorożcami czarnymi i białymi. W formie Crinos mogą wywoływać Delirium lecz nie mogą nauczyć się żadnych Darów. Obecnie zostały wypuszczone na wolność w celu zwiększenia ich liczby.
- Yeren – małpołaki ostatni znany projekt mający na celu stworzenie sił do walki w mieście. Występują w formach Homid i Crinos.